# 부르고뉴 십자

부르고뉴 십자

부르고뉴 십자(스페인어: Cruz de Borgoña, 프랑스어: Croix de Bourgogne, 포르투갈어: Cruz de Borgonha, 카탈루냐어: Creu de Borgonya, 이탈리아어: Croce di Borgogna, 네덜란드어: Bourgondisch kruis, 독일어: Burgunderkreuz)는 부르고뉴의 수호 성인인 사도 안드레아를 상징하는 톱니 모양의 십자이다. 부르고뉴 공작 칭호 보유자들과 그 신하들이 사용했던 역사적인 기와 전쟁기이기도 하다.
부르고뉴 십자는 15세기에 프랑스 동부와 저지대 국가의 대부분을 효과적으로 독립된 국가로 통치했던 부르고뉴-발루아 공작에 의해 처음 사용되었다. 1477년에 발루아 공작 가문이 단절되자 부르고뉴의 지배하에 있던 저지대 국가는 합스부르크가에게 상속되었는데 합스부르크가는 부르고뉴 공작이라는 작위를 유지하고 부르고뉴 십자를 왕조의 여러 상징 가운데 하나로 채택했다. 1506년에 부르고뉴의 합스부르크가가 스페인의 왕좌를 차지한 이후에 스페인의 관리들은 유럽과 아메리카 대륙에 걸쳐 있던 카스티야 연합왕국·아라곤 연합왕국의 영토를 지배하던 스페인 제국에 부르고뉴 십자가 그려진 기를 도입했다.
이처럼 부르고뉴 십자는 부르고뉴, 합스부르크가, 스페인 제국과 이들이 지배하던 영토의 역사적 영향력을 상징하며 유럽과 아메리카의 여러 나라에 남아 있는 연대기, 배지, 견장, 군기에서 찾을 수 있다.

## 역사
부르고뉴 십자는 사도 안드레아가 처형된 X자 모양의 십자가를 나타낸다. 카스티야 왕국의 펠리페 1세 국왕은 카스티야의 카스티야의 후아나와 결혼한 이후에 자신의 어머니인 마리 드 부르고뉴 여공작와 마리의 가계를 기념하는 상징으로 이 기를 선택했다.
신성 로마 제국의 카를 5세 황제(스페인의 카를로스 1세 국왕)를 시작으로 모든 지방의 다양한 군대는 다양한 배경색을 띤 부르고뉴 십자기를 사용했다. 그러나 공식적으로 인정된 국기는 여전히 하얀색 배경에 빨간색 부르고뉴 십자가 그려진 기였다. 부르봉가 출신인 펠리페 5세(1700년~1746년)부터 카를로스 3세 국왕이 1785년에 빨강-노랑-빨강 군함기를 공포할 때까지 스페인 해군이 사용했던 군함기는 중앙에 스페인의 왕실 문장이 있는 하얀색 군함기이었던 것으로 추정된다. 또한 부르고뉴 십자기는 당시에도 여전히 보조기로 사용되었다고 한다.
부르고뉴 십자가는 나중에 이사벨라 2세와의 왕위 계승 전쟁 도중에 카를로스파에서 사용되었다. 그러나 1833년부터 1840년까지 일어난 제1차 카를로스파 전쟁 시기에 부르고뉴 십자기를 사용한 것은 카를로스파에 속한 군대가 아닌 섭정 여왕의 상비군이었다. 1843년 이후에도 부르고뉴 십자 문양은 빨강-노랑-빨강 가로 줄무늬로 구성된 스페인의 육군기에서 카스티야와 레온 지방을 나타내는 4등분된 방패 문장 하단에 반복적으로 사용되었다. 스페인 내전이 한창이던 1934년에는 프란시스코 프랑코가 이끌던 국민파 편에서 싸운 마누엘 팔 콘데가 이끄는 카를로스파 군대는 부르고뉴 십자가를 자신들을 상징하는 기로 채택했다.

## 사용 예시

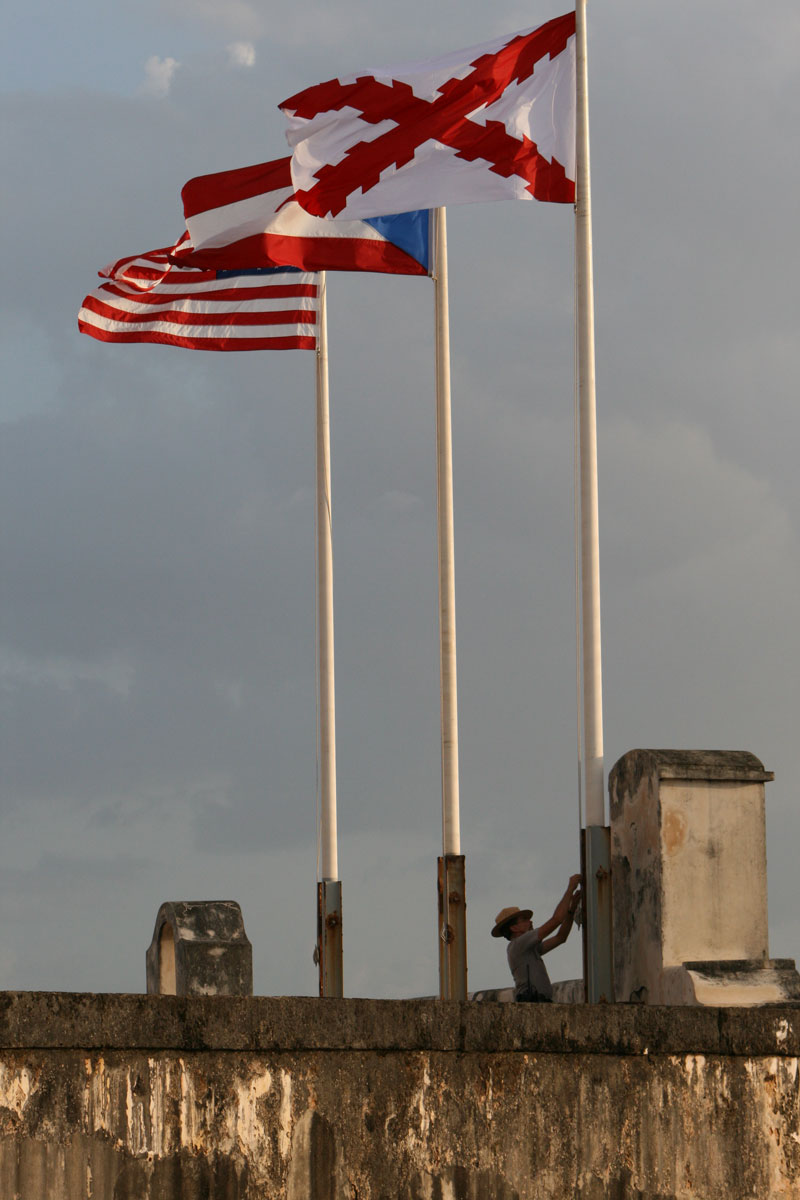
푸에르토리코의 산크리스토발 요새에 게양된 미국의 국기, 푸에르토리코의 기, 부르고뉴 십자기

부르고뉴 십자는 계속해서 다양한 색상의 다양한 문장과 결합되고 있으며 역사 전반에 걸쳐 다양한 깃발과 문장에 등장했으며 관련 없는 많은 그룹에서 사용되었다. 사용자는 대부분 역사적인 부르고뉴와 직간접적으로 관련이 있지만 그러한 연결은 매우 모호하고 역사의 격류 속에서 사라질 수도 있다. 전 세계적으로 강대국이었던 스페인 제국의 영향으로 인해 다양한 색상과 다른 상징과 결합된 수많은 기와 문장이 오래된 스페인의 소유물에서 발견될 수 있다. 대부분은 이 상징이 전 세계에 영향을 미친 스페인 제국과 직접 관련이 있다.
1549년부터 1581년까지 스페인의 지배를 받았던 네덜란드 17주에서는 하얀색 바탕에 빨간색 부르고뉴 십자가 그려진 기를 사용했다.

### 아메리카 대륙에서의 사용
스페인이 아메리카 대륙을 식민지화하는 동안에 부르고뉴 십자는 신대륙을 지배하던 부왕의 기(Bandera de Ultramar)로 사용되었으며 스페인군과 스페인 해군의 기에서 반복적으로 사용되는 상징으로 사용되었다. 오늘날에 과거 스페인의 식민지였던 나라들에서는 이 기를 역사적 중요성을 지닌 기로 여기고 있으며 박물관 전시, 17세기부터 18세기 사이에 건설된 해안 요새 유적에서 사용된다.
푸에르토리코 산후안에 위치한 산크리스토발 요새, 산펠리페델모로 요새와 미국 플로리다주 세인트오거스틴에 위치한 산마르코스 요새, 마탄사스 요새는 스페인의 식민지 시대에 교통을 보호하기 위해 건설된 요새인데 이 곳에서는 부르고뉴 십자기가 날마다 펄럭인다. 이 펄럭이는 깃발은 오늘날 사람들에게 스페인과 그 군대가 400년 이상 동안 오늘날에 끼쳤을 수 있는 영향을 상기시켜 준다.
미국 앨라배마주, 플로리다주의 기에는 하얀색 바탕에 사도 안드레아 십자를 나타내는 X자 모양의 빨간색 십자 문양이 그려져 있는데 이는 스페인의 식민지 시대에 사용된 부르고뉴 십자에서 유래되었다.

## 그림 모음

하얀색 바탕에 빨간색 부르고뉴 십자가 그려진 기
노란색 바탕에 빨간색 부르고뉴 십자가 그려진 기

|                                    |                                    |                                                                                    |                                                      |                                           |                                                                |
| 스페인의 왕실 문장 (1700년~1761년) | 스페인의 왕실 문장 (1761년~1843년) | 스페인의 국장 (1843년~1868년, 1874년~1931년) 왕실 문장을 나타내는 공간이 있는 변형 | 스페인의 국장 (1871년/1873년) 아마데오 1세 국왕 시대 | 스페인의 국장 (1874년~1931년) 국장의 변형 | 스페인의 왕실 문장 (1974년~2014년) 후안 카를로스 1세 국왕 시대 |